# 欧鲁
欧鲁是巴西圣卡塔琳娜州的一个市镇。总面积206.229平方公里，总人口7095人，人口密度34.4人/平方公里。